# Crosse aux Jeux olympiques
La crosse fut inscrite deux fois au programme des Jeux olympiques : en 1904 et en 1908. Les deux épreuves, réservées exclusivement aux hommes, furent remportées par l'équipe du Canada. Ce sport fut également en démonstration aux jeux de 1928, 1932 et 1948. Il est de nouveau prévu aux JO de 2028.

## Épreuves
• = officiel, D = démonstration
| Jeux             | 04 | 08 | 12 | 20 | 24 | 28 | 32 | 36 | 48 |
| ---------------- | -- | -- | -- | -- | -- | -- | -- | -- | -- |
| Tournoi masculin | •  | •  |    |    |    | D  | D  |    | D  |

## Tableau des médailles
| Position | Pays            | Or | Argent | Bronze | Total |
| 1        | Canada          | 2  | 0      | 1      | 3     |
| 2        | Grande-Bretagne | 0  | 1      | 0      | 1     |
| 2        | États-Unis      | 0  | 1      | 0      | 1     |

## Nations participantes
- 1904
  -  Canada (2 équipes)
  -  États-Unis

- 1908
  -  Canada
  -  Grande-Bretagne

- 1928 (démonstration)
  -  Canada
  -  Grande-Bretagne
  -  États-Unis

- 1932 (démonstration)
  -  Canada
  -  États-Unis

- 1948 (démonstration)
  -  Grande-Bretagne
  -  États-Unis